# 李學樵
李學樵（1893年—？），字天民，號鳴皋，筆名詩瓢。 西元1893年（清光緒十九年）出生於臺北的鷺洲庄樓仔厝（今新北市蘆洲區），後來遷至今日大稻埕、雙連一帶，卒年不詳。臺灣早期著名書， 以繪蟹聞名。 

## 藝術創作
李學樵擅長繪畫蟹、菊、竹等，效法八大山人、石濤、吳昌碩等畫風。:118-119, 122, 125-126李學樵師承朱少敬（1852-1928），亦有一說其繪畫技藝主要為自習:123-125，與朱少敬相互切磋。:123-125除了繪畫之外，他亦參與「瀛社」、「鷺洲吟社」等詩社活動，並創「雙連詩社」。   李學樵由擅畫蟹，他於1922年送給旅居台灣的尾崎秀真一幅〈百蟹圖〉，1923年又經由當時台灣總督田健治郎獻給日本皇太子〈百蟹圖〉、〈二十八宿圖〉、〈奉迎詩〉等作品。:122-123  然而，1927年（昭和二年）李學樵以蟹畫參加第一屆臺灣美術展覽會（簡稱臺展），卻落選。此後，李學樵未再參加官方美展，但他仍持續書畫創作與展覽，並曾於臺灣中南部舉辦書畫展 ，也曾應邀參加日本的博覽會。:123-125